# برينت ليتل
برينت ليتل (بالإنجليزية: Brent Little)‏ هو لاعب كرة قدم أمريكية أمريكي، ولد في 3 أبريل 1983.